# 조헌
조헌(趙憲, 1544년 6월 28일~1592년)은 조선 중기의 문신으로, 유학자이자 경세사상가, 의병장이다. 조선의 공조좌랑 등을 지냈다. 1567년(명종 22년) 문과에 급제하여 관직을 역임했으며 1592년(선조 25) 임진왜란 당시 옥천에서 의병을 일으켜, 금산에서 북쪽으로 올라오는 일본군을 맞서 싸우다가 전사했다. 바로 증 가선대부 이조참판에 추증되고 1604년 선무원종공신 1등에 녹훈되었으며, 다시 증 이조판서에 추증되었다가 다시 증 의정부영의정으로 추증되었다. 고종 때 성균관 문묘에 종사되었다.
자는 여식(汝式), 호는 중봉(重峯), 후율(後栗), 도원(陶原), 시호는 문렬(文烈). 본관은 배천(白川). 성혼의 문인이다. 문묘에 종사된 해동 18현 중의 한 사람이다. 당색으로는 서인이다.

## 생애

### 초기 활동
경기도 김포 감정리에서 태어난 조헌은 5살 때에 글을 읽는 등 어려서부터 자질이 뛰어나고 효성이 있고 유순했다. 10세에 어머니를 여의고 계모인 김씨 아래에서 성장하였다.
집은 가난하였으나 12세 때부터 김황(金滉)에게 시와 글을 배워 1565년(명종 20) 성균관에 입학하였고, 1567년(명종 22년)에는 문과에 급제하여 성균관 예하 교서관에 속하였다. 이후 평안도 정주(定州) 성균관 향교 교수로 3년간 있으면서 그곳 선비의 풍속을 일신시켰다. 경기도 파주 성균관 향교 교수로 옮겨 성혼을 찾아 가르침을 청하니 성혼은 사양하면서 감히 사제 간의 예로 대하지 않았다.

### 관직 생활

#### 관료 생활 초반
1572년(선조 5년) 홍문관 정자(正字)로 왕의 불공이 옳지 않음을 말하다가 파면되었다. 1574년(선조 7) 명나라에 파견되는 성절사 박희립(朴希立)의 질정관(質正官)이 되어 서장관(書狀官) 허봉(許篈) 등과 함께 연경을 다녀왔다. 질정관으로 명나라에 다녀와 그곳의 문물과 제도의 따를 만한 것을 조목별로 적어 《동환봉사》(東還封事)를 내놓았다. 《동환봉사》에는 명나라의 신분제 실상을 일리며, 조헌은 출신을 따지지 않고 인재를 등용하는 명나라를 본받을 것을 제안하면서, 조선에서도 공·사노비를 양민화해 징병자원을 증대시키면 20년 뒤 100만의 정예 병사를 가질 수 있다고 주장했다. 후에 박사(博士), 호·예 2조 좌랑, 전적(典籍), 감찰 등을 거쳐 경기도 통진(通津) 현감으로 다스리다가 법을 어긴 궁노비를 취조 중 장살(杖殺)하고 부평에 귀양을 갔다.
1575년에 예조좌랑에 임명되자 스스로 사직을 청하며  진서산(眞西山)의 《정경(政經)》, 척계광의 문집, 《지지당고(止止堂稿)》, 《동몽수지(童蒙須知)》 등의 필요성과 인쇄를 상소하였다. 선조는 그의 건의를 받아들이고 사직을 반려시켰다. 1581년에 공조 좌랑에 임명되었고, 전라도사로 나가 소를 올려 연산군 때의 공안(貢案)이 아직도 민폐가 되므로 개혁할 것을 청하고 이율곡 등의 선비들과 친분을 유지하였다.

#### 관료 생활 중반
1582년(선조 15)에는 보은 현감으로 소를 올려 노산군(단종)의 후사(後嗣)를 세울 것과 사육신의 정문(旌門)을 세워 표창할 것을 청했으나 도리어 모함을 받아 파면되었다. 1586년 조정에서 학제(學制)를 수정하고 각도 제독(提督)을 창설할 때 공주(公州) 제독이 되어 선비의 규율을 엄하게 하고 앞장서서 실천하니 찾아드는 선비가 많았다. 그해 10월 율곡 이이, 우계 성혼을 변호하는 상소를 올렸다가 동인 당원으로부터 계속 공격을 받았다. 이때 또 소를 올리는 한편 정여립의 행패를 따지고 공격하였으나 관찰사가 화를 두려워하여 여러 번 물리치므로 벼슬을 내놓고 옥천(沃川)으로 돌아갔다. 이 일로 사간원의 탄핵을 받고 파직되었다. 그해 5월 길주(吉州) 영동역(嶺東驛)으로 유배되었으나 6개월만에 왕명으로 사면되었다.
1587년 공주 교수가 되어 상소를 올렸으나 관찰사가 받지 않자 사직하였다. 1589년에는 대궐에 엎드려 소를 올려 시정(詩政)의 장단점을 철저히 논하였는데 광론(狂論)이라 하여 삼사의 배척을 받고 드디어 길주(吉州)로 귀양 갔으나 그해 겨울 정여립의 모반사건이 일어나자 앞날을 내다보는 지혜가 있다 하여 석방되었다. 이렇듯 조헌은 철저한 유교적 입장에서 많은 개혁안을 상소하고 정론(正論)을 폈다.
1591년(선조 24) 일본의 도요토미 히데요시가 게이테쓰 겐소(景轍玄蘇) 등을 조선에 보내와서 명나라를 칠 것을 전달하여 임금과 신하가 머뭇거리고 있을 때,, 그는 상소를 올려 겐소 등을 죽일 것을 청하였으나 받아들여지지 않았다. 상경하여 왜군을 대비할 책을 상소했으나 정부에서 받아들이지 않으므로 시골에 내려가 왜란에 대비하였다.
1592년 1월 대마도에 주둔하는 왜군의 움직임을 보고 형조 판서 이증(李增)에게 편지를 보내 '대마도(對馬島)에 주둔하고 있는 군사가 서쪽으로 침입하지 않는다고 말할 수 없는데 용맹스런 장사로서 지킬 만한 자를 헤아려 보건대 서너 명도 없는 형편이다. 의주 목사 김여물은 활쏘고 말타는 재주가 뛰어났다고 세상에서 일컬어지고 본래 성품이 충성스럽고 의로운 자이다. 그런데 지금 직무를 수행하던 중에 조금 생각하지 못하고 저지른 잘못이 있다고 하여 장차 법에 의하여 제거하려고 한다. 강적이 주위에서 엿보는데 장사(壯士)에게 형벌을 가한다면 어찌 명철한 군주가 추도(追悼)하게 되지 않겠는가. 바라건대 탑전에 특진(特進)하였을 때 성주를 위하여 머리를 조아려 이 사람의 생명을 간청함으로써 그로 하여금 영해(嶺海)의 군영에서 오랑캐를 방어하게 한다면 한 대의 화살로 적의 괴수를 쏘아 죽여 1만 군대를 휩쓸어버릴 수 있을 것이다.(對馬栖兵, 不可謂不西, 而猛士可守者, 算無數四. 金義州弓馬之才, 世稱巨擘, 素有忠義之性. 今因奉職之際, 少有不思之愆, 將有倚法之削. 勍敵旁窺, 壯士被刑, 豈不爲明主之所追悼者乎? 幸於特進之際, 爲聖主叩頭丐此命, 俾得禦戎於嶺海之戍, 則一箭殪酋, 萬隊披靡矣)' 하였으나 받아들여지지 않았다.

### 임진왜란과 전사
1592년(선조 25) 임진왜란이 발발하자, 호남의 고경명, 김천일, 영남의 곽재우, 정인홍과 함께, 호서에서 최초로 의병을 일으켰다.
옥천에서 의병을 일으킨 조헌은 보은으로 가는 통로를 차단하였으나 순찰사 윤선각(尹先覺) 등의 시기로 홍성 지방에 옮겨가서 또 의병 천여 명을 모집했다. 이때 왜군은 청주에서 진을 치고 있어 관군이 여러 번 패하였는데, 승장(僧將) 영규와 함께 청주성을 수복하여 충청도 공략의 본거지를 탈환하는 등 전과를 세웠다.
곧이어 의주로 북상하기 전에, 관군의 시기와 방해로 흩어지고 남은 700명의 의병을 이끌게 되었다. 그때 당시 금산(錦山)의 왜군이 충청도 일대로 세력을 넓힐 기세라는 소식을 듣고 그 길로 영규와 함께 금산을 향해 가서 왜군에게 함락된 금산의 10리 밖에 이르렀다. 당초 호남 순찰사 권율과 합세하여 적을 협공할 약속이었으나 권율로부터 그 기일을 미루자는 편지를 받은 상태였다. 그러나 왜군은 이미 조헌이 거느린 의병의 약점을 알고 역습해 왔다. 그의 군사는 역전 분투하여 왜군에게 많은 손해를 주었으나 많은 수를 대적하지 못하여 조헌과영규합동군의 7백의사가 전멸했다. 그러나 이를 통해 호남 방어의 근거지였던 금산을 회복하게 된다.
바로 그해 10월 21일 왕명으로 증 가선대부(贈嘉善大夫) 이조참판 겸 동지경연 의금부 춘추관사(吏曹參判兼同知經筵義禁府春秋館事)에 추증되었다.

## 사후
- 1592년(선조 25년) : 이조판서에 추증
- 1604년(선조 37년) : 선무원종공신 1등(宣武原從功臣一等)에 책록
- 1609년(광해군 1년) : 옥천의 사당에 '표충(表忠)'이라는 사액이 내려짐. 표충사(表忠祠)
- 1636년(인조 14년) : 경기도 김포의 생가 터에 우저서원(牛渚書院) 건립
- 1670년(현종 11년) : 서원에 편액이 내려짐 : 우저서원(牛渚書院) 사액
- 1754년(영조 30년) : 의정부 영의정으로 가증(加贈)
- 1796년(정조 20년) : 문열(文烈)의 시호를 추증함
- 1883년(고종 20년) : 성균관 문묘(文廟)에 종사됨

## 관련 작품
- 《왕의 여자》 (SBS, 2003년, 배우:한상혁)
- 《징비록》 (KBS1, 2015년, 배우:강인기)

## 같이 보기

### 일반 주제
- 칠백의총
- 금산 전투
- 중봉 조헌 신도비
- 보은 후율사 - 충청북도 기념물 제15호

### 관련 인물
- 이이
- 정철
- 성혼
- 안방준
- 김장생
- 김자점
- 고바야카와 다카카게
- 안코쿠지 에케이

### 관련 도로
- 중봉대로 - 인천광역시에 있는 도로
- 중봉로 (김포시) - 김포시에 있는 도로
- 중봉로 (옥천군) - 옥천군에 있는 도로